# Xylopia acutiflora
Xylopia acutiflora (Dunal) A.Rich. – gatunek rośliny z rodziny flaszowcowatych (Annonaceae Juss.). Występuje naturalnie na obszarze od Sierra Leone i Sudanu aż po Angolę, Demokratyczną Republikę Konga i Zambię. 

## Morfologia
PokrójZimozielone drzewo lub krzew dorastające do 2–20 m wysokości. Gałęzie mają kolor od pomarańczowoczerwonego do purpurowobrązowego. Młode pędy są owłosione.
LiścieMają kształt od podłużnego do eliptycznego lub owalnie eliptycznego. Mierzą 5,5–11,5 cm długości oraz 2–4,5 szerokości. Są prawie skórzaste, owłosione od spodu. Nasada liścia jest klinowa lub zaokrąglona. Wierzchołek jest ostry lub spiczasty. Ogonek liściowy jest owłosiony i dorasta do 2–6 cm długości.
KwiatyPojedyncze. Rozwijają się w kątach pędów. Działki kielicha są owłosione, mają kształt od owalnego do prawie okrągłego i dorastają do 2–4 mm długości. Płatki są białe lub jasnożółte, wewnątrz mają barwę magenty. Mają liniowy kształt i dorastają do 2–5 cm długości. Są prawie równe, owłosione. Słupków jest do 5 do 10. Są owłosione, mają cylindryczny kształt i mierzą 3–5 mm długości.
OwoceZłożone z 3–9 rozłupni. Mają kształt od odwrotnie jajowatego do cylindrycznego. Osiągają 1,5–8 cm długości oraz 0,5–1 cm średnicy.

## Biologia i ekologia
Rośnie w wiecznie zielonych lasach. Występuje na wysokości do 1000 m n.p.m.